# ながつき (護衛艦)
ながつき（ローマ字：JDS Nagatsuki, DD-167）は、海上自衛隊の護衛艦。たかつき型護衛艦の4番艦。艦名は、「長月」（旧暦9月の異称）に由来し同じ名を持つ艦艇としては旧海軍の神風型駆逐艦 (初代)「長月」、睦月型駆逐艦8番艦「長月」に続き3代目。

## 艦歴
「ながつき」は、第2次防衛力整備計画に基づく昭和41年度計画3,000トン型甲II型警備艦、2307号艦として三菱重工業長崎造船所で1968年3月2日に起工され、1969年3月19日に進水、1970年2月12日に就役し、第3護衛隊群に直轄艦として編入され舞鶴に配備された。以降、定繋港は舞鶴から変更されることはなかった。
1976年、練習艦「かとり」とともに遠洋練習航海に参加し、その際、ニューヨークで行われたアメリカ建国200周年記念観艦式に参加した。
1982年6月15日、足摺岬沖の洋上で離着水訓練中だった第31航空群所属のUS-1飛行艇が着水時に左フロートを折損し離水不能となり漂流したため、近くで訓練中だった本艦が曳航して岩国基地に帰投させた。
1984年3月30日、第3護衛隊群隷下に第2護衛隊が新編され「もちづき」とともに編入。
1986年、遠洋練習航海に参加し、その際、ニューヨークで行われた自由の女神100周年記念国際観艦式に参加した。
1989年1月25日、第2護衛隊が舞鶴地方隊隷下に編成替え。
1994年6月から11月まで練習艦隊旗艦として護衛艦「たかつき」、「もちづき」、「しらゆき」とともに北米方面遠洋練習航海に参加。このため、礼砲の装備（終了後撤去）、士官室の備品パネル等に木目柄のシートの貼付けが行われた。
1996年4月1日、除籍。
1997年8月3日、若狭湾北方の訓練海面で護衛艦「ひえい」、「たかつき」などによる砲撃、潜水艦「なつしお」の雷撃により沈められた。

## エピソード
本艦に装備されていた時鐘は、コロンバンガラ島ベネット入江に擱座した先代の旧海軍睦月型駆逐艦「長月」に装備されていた時鐘である。戦後長月は解体されたがその時鐘は現地人が保管しており、その後、日本に持ち帰られたものを当時の呉地方総監・筑土龍男海将の尽力により海上自衛隊に引き渡され、1970年11月17日に本艦に装備された。
本艦の退役後、駆逐艦長月の時鐘と護衛艦ながつきの号鐘は共に舞鶴の海軍記念館に保存されている。

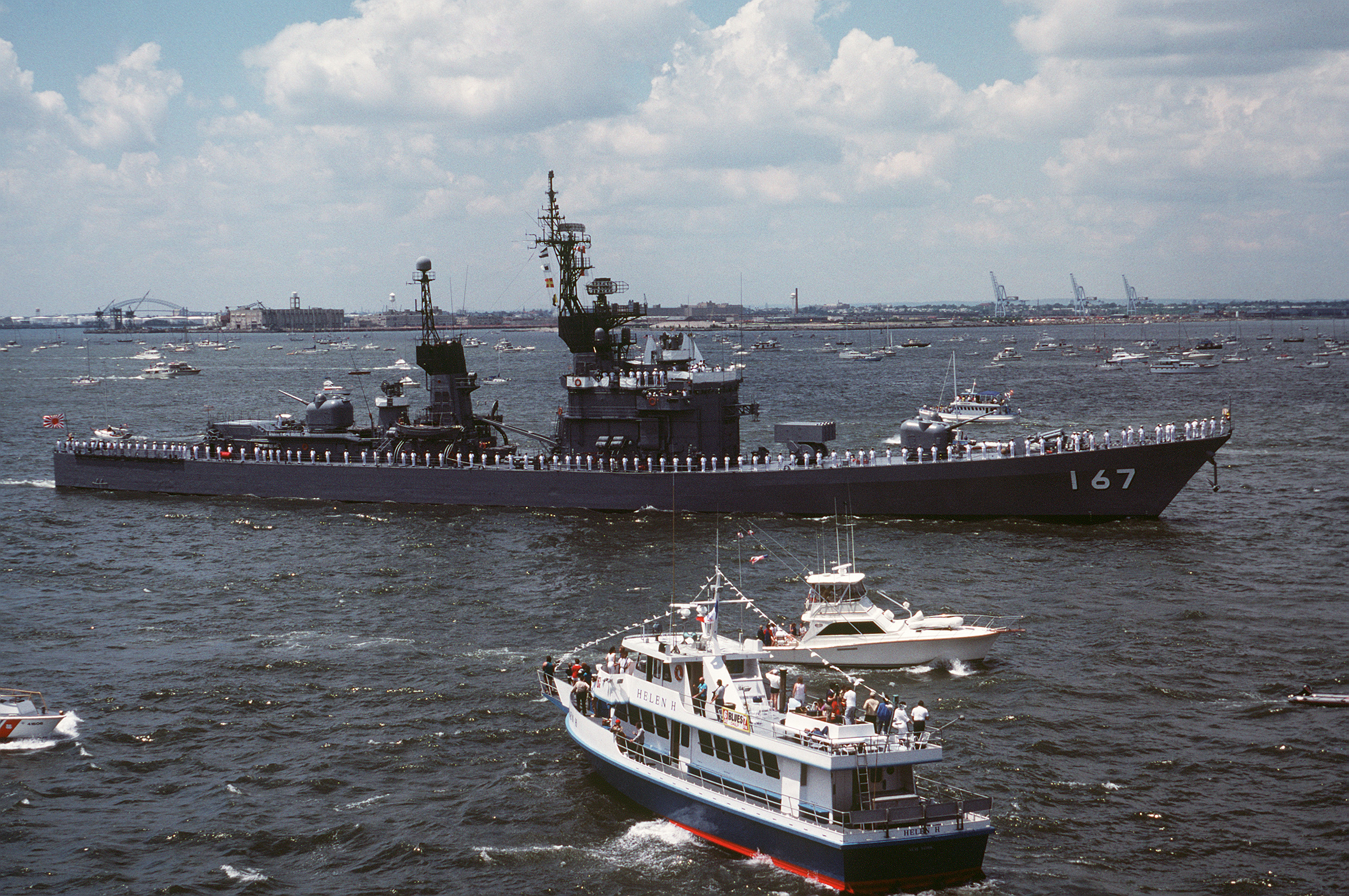
自由の女神像100周年観艦式に参加 （1986年）
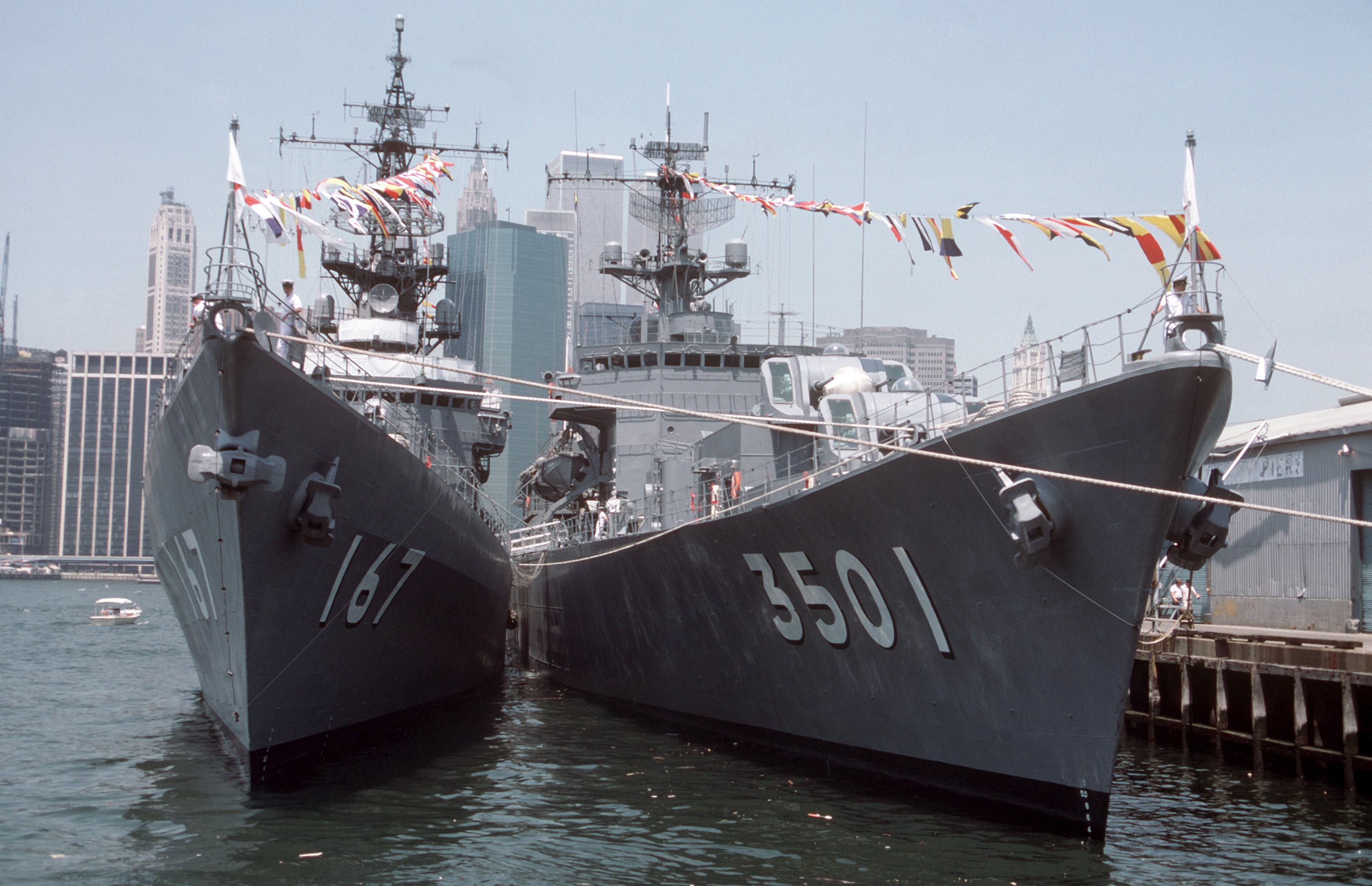
練習艦「かとり」と